# Geel oranjetipje
Het geel oranjetipje (Anthocharis euphenoides) is een dagvlinder uit de familie Pieridae (witjes).
Er is bij de imagines sprake van seksuele dimorfie. Het mannetje is wat kleiner dan het vrouwtje. Hij heeft vleugels met een gele grondkleur aan de bovenkant, met een oranje vleugeltip aan de voorvleugel. Aan de uiterste tip zit een zwarte vlek, en tussen het geel en oranje zit een duidelijke zwarte lijn. De vleugels van het vrouwtje hebben aan de bovenkant een witte grondkleur met een zwarte stip, en de gekleurde vleugeltip is kleiner dan bij het mannetje, met oranje en zwart door elkaar.
Het geel oranjetipje komt voor in Zuidoost-Frankrijk en het aangrenzende deel van Italië, en in grote delen van het Iberisch Schiereiland. De vlinder geeft de voorkeur aan droge graslanden en vliegt van 0 tot 1800 meter in berggebied. De waardplanten komen uit de kruisbloemenfamilie, met name uit de geslachten Biscutella en Sisymbrium. De rupsen eten vooral van vruchtbeginsels.
De vliegtijd is van april tot in juni, in één generatie. De pop overwintert.